# Řečany nad Labem
Řečany nad Labem (en allemand : Retschan an der Elbe) est une commune du district et de la région de Pardubice, en République tchèque. Sa population s'élevait à 1 421 habitants en 2024.

## Géographie
Řečany nad Labem est arrosée par l'Elbe et se trouve à 6 km à l'ouest de Přelouč, à 22 km à l'ouest de Pardubice, à 32 km au sud-ouest de Hradec Králové et à 75 km à l'est de Prague.
La commune est limitée par Kladruby nad Labem au nord, par Semín et Přelouč à l'est, par Zdechovice au sud, et par Trnávka à l'ouest.

## Histoire
La première mention écrite du village date de 1289.

## Administration
La commune se compose de deux sections :
- Labětín
- Řečany nad Labem

## Galerie

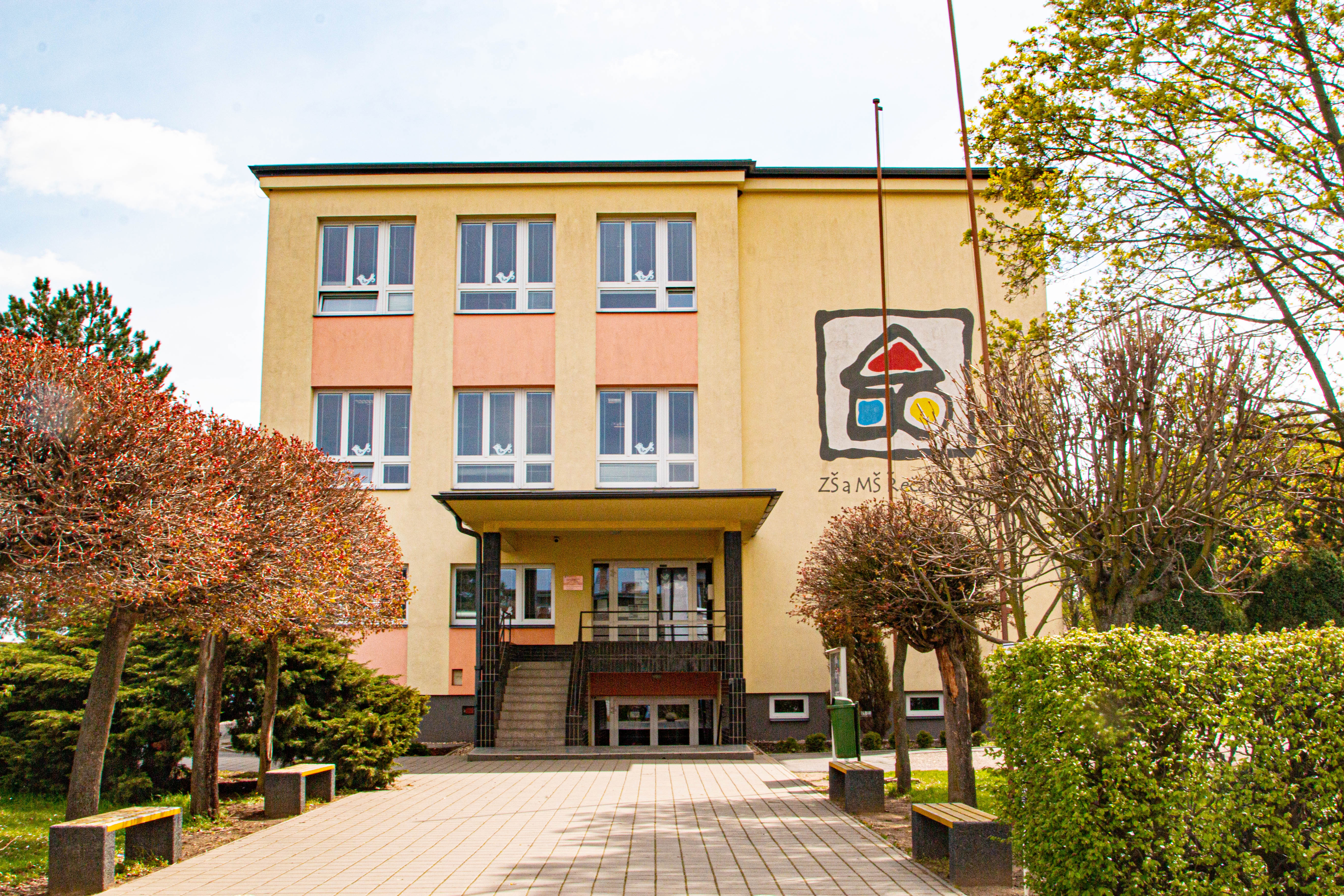
École à Řečany nad Labem.
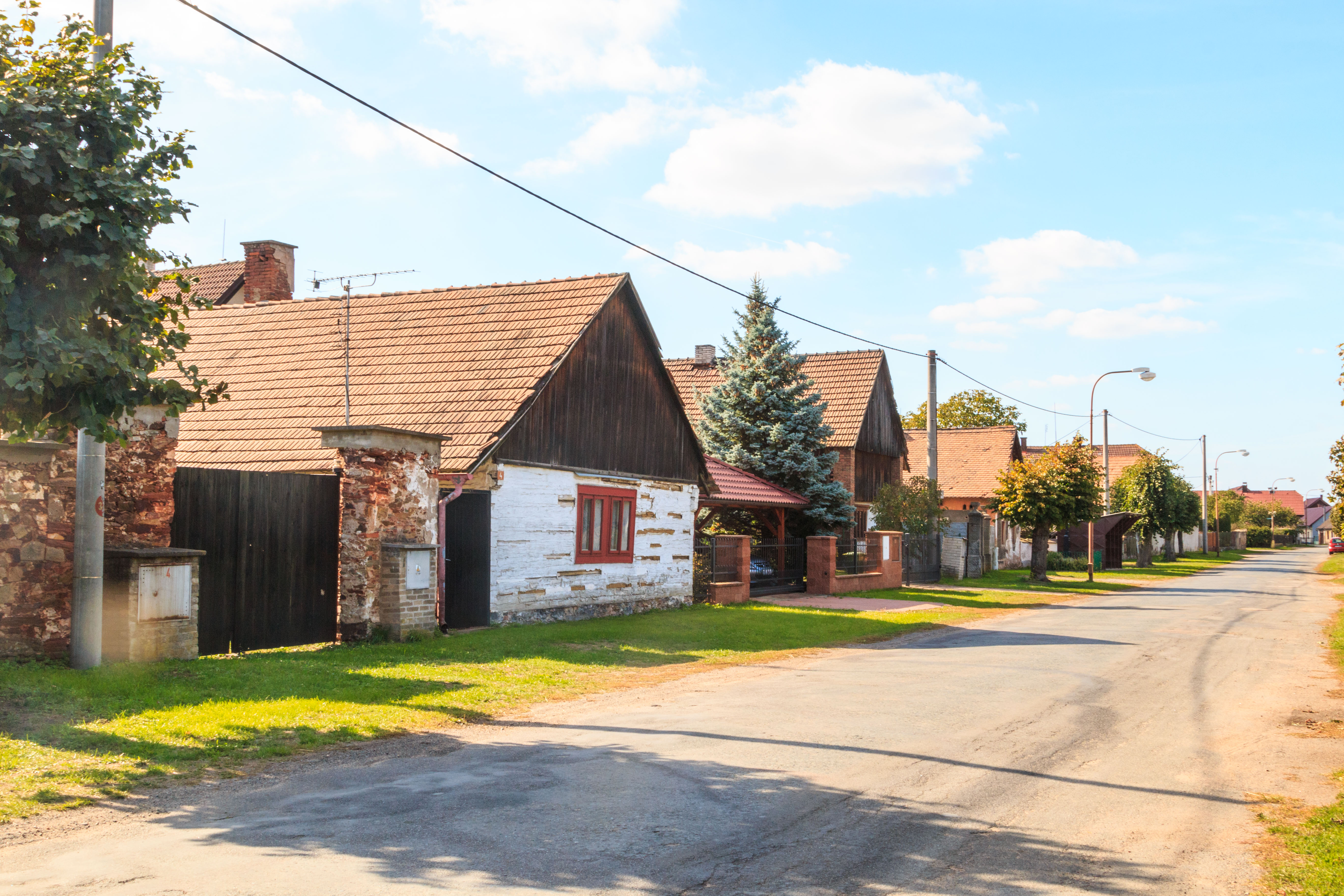
Maisons à Labětín.

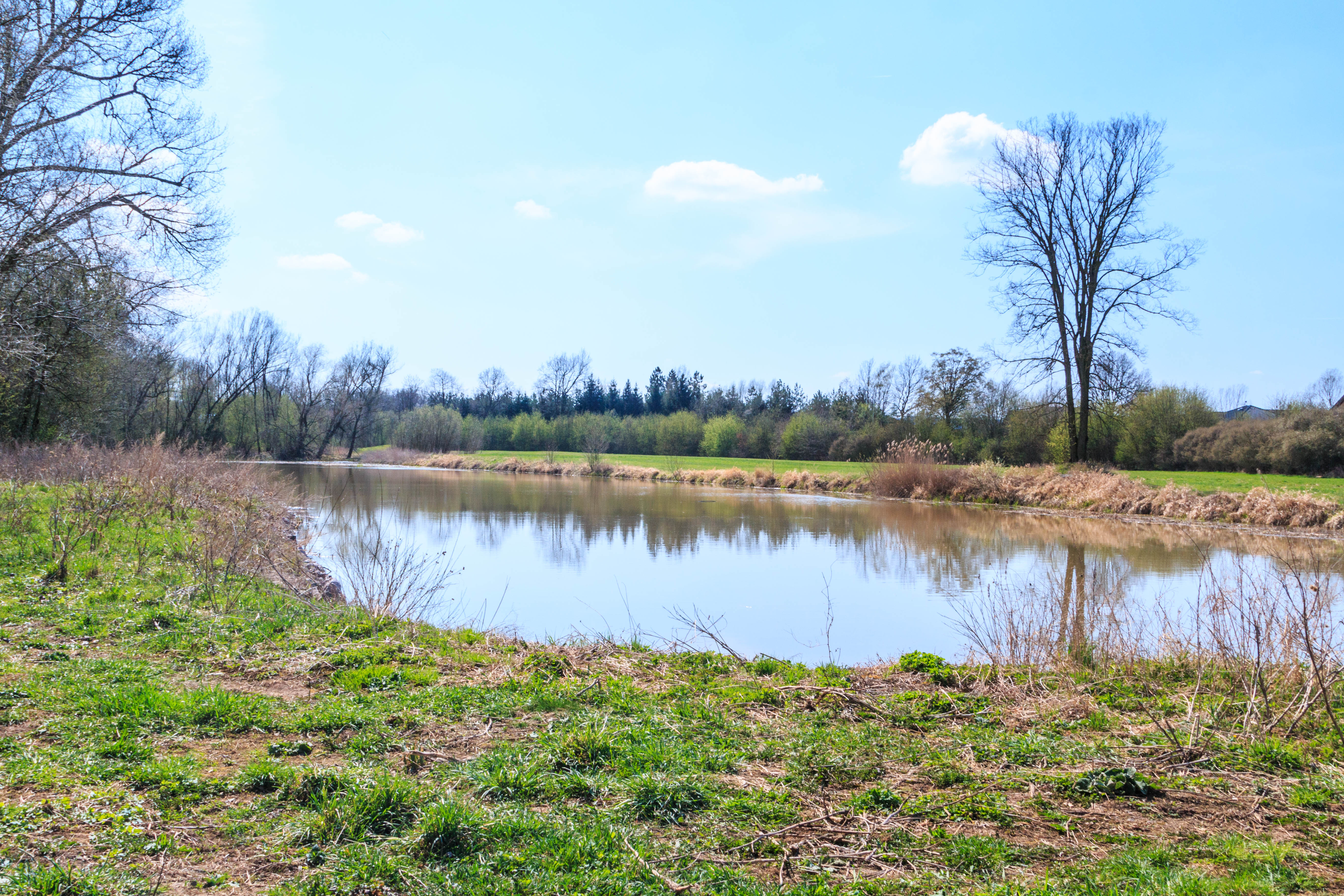
Étang de Tišina.
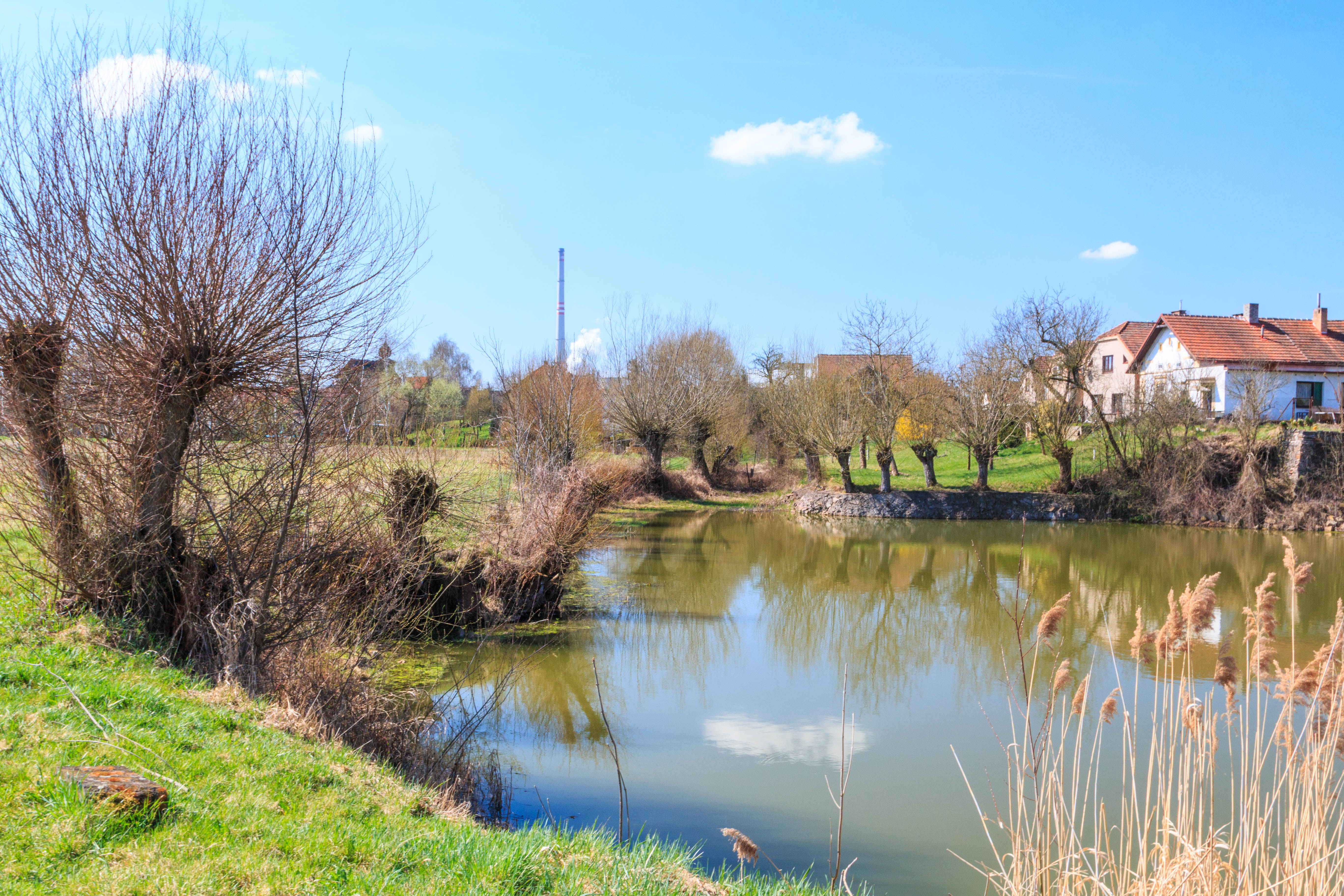
Étang de Houšovec.

## Transports
Par la route, Řečany nad Labem se trouve à 7 km de Přelouč, à 22 km de Kutná Hora, à 25 km de Pardubice et à 96 km de Prague. 